# كأس هولندا 2015–16
كأس هولندا 2015–16 (بالهولندية: KNVB beker 2015/16)‏ هو الموسم 98 من  كأس هولندا. أقيم خلال الفترة 26 أغسطس 2015 وحتى 24 أبريل 2016، وأشرف على تنظيمه الاتحاد الملكي الهولندي لكرة القدم، وكان عدد الأندية المشاركة فيه  85، وفاز فيه فاينورد.